# Deutsche Bauernpartei
Die Deutsche Bauernpartei (DBP) war eine agrarische Interessenpartei der Klein- und Mittelbauern, die von 1928 bis 1933 existierte. Sie wurde vornehmlich aus Kreisen der Deutschen Bauernschaft, der Dachorganisation derartiger Verbände, getragen. Führend waren dabei zwei Verbände aus Bayern und Schlesien, der Bayerische Bauernbund und der Schlesische Bauernbund, die sämtliche Reichstagsabgeordnete dieser Partei stellten.
Die Deutsche Bauernpartei erreichte bei den Reichswahlen 1928 1,56 % der Stimmen und erlangte mit diesem Ergebnis acht Sitze im Deutschen Reichstag.